# 大野町 (北海道)
大野町（おおのちょう）は、北海道渡島支庁中部にあった町。

## 概要
北海道の水田発祥の地である。
町名の由来は以下の複数の説がある。
- かつてこの地が広い野原だったことに由来
- この地への移住者の郷土名（福井県大野市）
- アイヌ語の「オンネ」（大きい方の意）より

2006年2月1日、上磯町・大野町で合併して市制施行し、北斗市となった。なお、大野町役場は北斗市の分庁舎となっている。
町が消滅して10年後の2016年3月の北海道新幹線開通に伴い、渡島大野駅は新函館北斗駅と改名して新幹線の終着駅となった。

## 地理
渡島管内中部に位置。南部は平野で、北部は山岳。
町を南東から北西にかけて大野川、国道227号が縦断する。
- 河川：大野川

### 隣接していた自治体
- 渡島支庁：上磯町、七飯町、森町
- 檜山支庁：厚沢部町

## 沿革
- 1900年（明治33年）7月1日：亀田郡大野村、本郷村、市渡村（いちのわたり）、文月村（ふみづき）、千代田村、一本木村が合併、一級町村制、亀田郡大野村が発足。
- 1957年（昭和32年）：町制施行、大野町となる。
- 2005年（平成17年）2月28日：合併調印式。
- 2006年（平成18年）2月1日：上磯町と合併して北斗市となる。

## 経済
基幹産業は農業（稲作、畑作）。北海道の水田発祥の地で、1685年から稲作が行われている記録がある。

## 教育
- 高等学校
  - 北海道大野農業高等学校
- 中学校
  - 大野
- 小学校
  - 市渡、大野、島川、萩野

## 交通

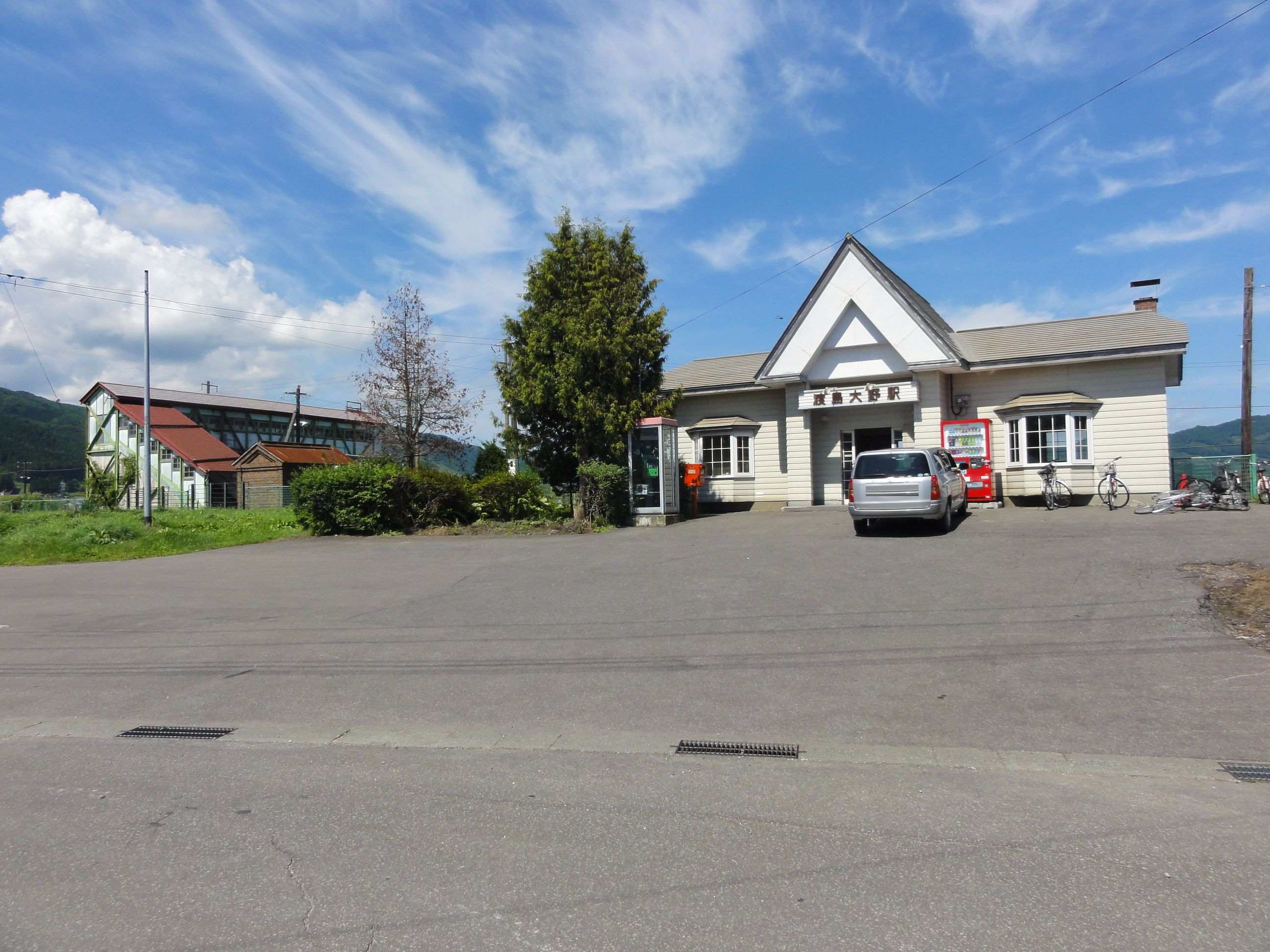
渡島大野駅（現・新函館北斗駅）

### 鉄道
- 北海道旅客鉄道（JR北海道）
  - 函館本線：渡島大野駅（現・新函館北斗駅）

### バス
- 函館バス

### 道路
- 一般国道
  - 国道227号
- 都道府県道
  - 北海道道96号上磯峠下線
  - 北海道道262号渡島大野停車場線
  - 北海道道676号七飯大野線
  - 北海道道756号大野上磯線
  - 北海道道969号大野大中山線

## 名所・旧跡・観光スポット・祭事・催事
- せせらぎ温泉
- 佐々木観光アヤメ園
- 北海道水田発祥の地碑
- 八郎沼公園
- 匠の森公園
- 法亀寺しだれ桜

## 出身の人物
- 佐々木明 （アルペンスキー）
- 増沢末夫 （元中央競馬騎手）
- 上田仁 （東京交響楽団 元常任指揮者）
- 西尾正範 （8代目函館市長）
- 品川孝次（民法学者）

## ゆかりのある人物
- 三遊亭洋楽 （落語家、政治家）